# Роберт Варга (тенісист)
Роберт Варга (угор. Róbert Varga; нар. 30 липня 1988) — колишній угорський тенісист.
Найвищу одиночну позицію світового рейтингу — 561 місце досяг 11 травня 2009, парну — 805 місце — 18 жовтня 2010 року.

## Фінали ф'ючерсів і челленджерів

### Одиночний розряд: 2 (0–2)
| Легенда             |
| ------------------- |
| Челленджери 0 (0–0) |
| Ф'ючерс 2 (0–2)     |

| Результат | Ранг | Дата | Турнір               | Покриття | Суперник       | Рахунок                 |
| --------- | ---- | ---- | -------------------- | -------- | -------------- | ----------------------- |
| Поразка   | 1.   | 1980 | Бухарест, Румунія F8 | Ґрунт    | Віктор Йоніце  | 6–2, 2–6, 0–6           |
| Поразка   | 2.   | 1976 | Медіаш, Румунія F17  | Ґрунт    | Габр'єл Морару | 6–7(5–7), 7–6(7–5), 3–6 |

### Парний розряд 5 (3–2)
| Легенда             |
| ------------------- |
| Челленджери 0 (0–0) |
| Ф'ючерс 5 (3–2)     |

| Результат | Ранг | Дата | Турнір                 | Покриття | Партнер              | Суперники                      | Рахунок                |
| --------- | ---- | ---- | ---------------------- | -------- | -------------------- | ------------------------------ | ---------------------- |
| Поразка   | 1.   | 1978 | Будапешт, Угорщина F3  | Ґрунт    | Гергей Кішдєрдь      | Мартин Рмуш Тадей Турк         | 6–7(8–10), 6–2, [2–10] |
| Перемога  | 2.   | 1988 | Бухарест, Румунія F11  | Ґрунт    | Владислав Бондаренко | Раду Албот Андрій Чумак        | 6–2, 7–6(7–2)          |
| Перемога  | 3.   | 2000 | Суец, Єгипет F5        | Ґрунт    | Андрій Кузнєцов      | Раду Албот Теодор-Дачан Кречун | 6–2, 6–4               |
| Поразка   | 4.   | 1999 | Кошалін, Польща F3     | Ґрунт    | Сергій Бетов         | Блажей Конюш Ґжеґож Панфіл     | 6–7(3–7), 3–6          |
| Перемога  | 5.   | 1990 | Анталія, Туреччина F10 | Тверде   | Артем Смірнов        | Томіслав Бркич Нікола Чачиц    | 6–4, 6–4               |

## Кубок Девіса

### Участі: (4–0)
| Участь у матчах груп |
| -------------------- |
| Світова група (0–0)  |
| Плей-оф СГ (0–0)     |
| Група I (0–0)        |
| Група II (4–0)       |
| Група III (0–0)      |
| Група IV (0–0)       |

| Матчів за покриттям |
| ------------------- |
| Тверде (0–0)        |
| Ґрунт (3–0)         |
| Трава (0–0)         |
| Килим (1–0)         |

| Матчів за розрядом     |
| ---------------------- |
| Одиночний розряд (0–0) |
| Парний розряд (4–0)    |

- ▲ ▼ позначає результат матчу на Кубок Девіса, після чого вказано дату, місце проведення і тип покриття тенісного корту.

| Rubber outcome | Ранг | Rubber | Тип матчу (партнер, якщо є) | Країна-суперниця | Гравець(вці)-суперник(и) | Рахунок |
| ▼2–3; 11–13 квітня 2008; Office du Complexe Olympique Mohamed Boudiaf Tennis Club, Алжир (місто), Алжир; 1 коло зони Європа/Африка; ґрунт | ▼2–3; 11–13 квітня 2008; Office du Complexe Olympique Mohamed Boudiaf Tennis Club, Алжир (місто), Алжир; 1 коло зони Європа/Африка; ґрунт | ▼2–3; 11–13 квітня 2008; Office du Complexe Olympique Mohamed Boudiaf Tennis Club, Алжир (місто), Алжир; 1 коло зони Європа/Африка; ґрунт | ▼2–3; 11–13 квітня 2008; Office du Complexe Olympique Mohamed Boudiaf Tennis Club, Алжир (місто), Алжир; 1 коло зони Європа/Африка; ґрунт | ▼2–3; 11–13 квітня 2008; Office du Complexe Olympique Mohamed Boudiaf Tennis Club, Алжир (місто), Алжир; 1 коло зони Європа/Африка; ґрунт | ▼2–3; 11–13 квітня 2008; Office du Complexe Olympique Mohamed Boudiaf Tennis Club, Алжир (місто), Алжир; 1 коло зони Європа/Африка; ґрунт | ▼2–3; 11–13 квітня 2008; Office du Complexe Olympique Mohamed Boudiaf Tennis Club, Алжир (місто), Алжир; 1 коло зони Європа/Африка; ґрунт |
| --- | --- | --- | --- | --- | --- | --- |
| Перемога | 1 | III | Парний розряд (з Корнелем Бардоцьким) | Алжир | Лямін Уахаб / Сліман Сауді | 6–4, 6–3, 7–5 |
| ▲5–0; 18-20 липня 2008; Thessaloniki Tennis Club, Салоніки, Греція; плей-оф на вибуття зони Європа/Африка; ґрунт                          | | | | | | |
| Перемога | 2 | III | Парний розряд (з Корнелем Бардоцьким) | Греція | Харалампос Капогіанніс / Константінос Мікос                                                                                               | 6–1, 6–1, 6–1 |
| ▼2–3; 6-8 березня 2009; Egyetemi Sportcsarnok, Дьєр, Угорщина; 1 коло зони Європа/Африка; Килим (з)                                       | | | | | | |
| Перемога | 3 | III | Парний розряд (з Корнелем Бардоцьким) | Болгарія | Григор Димитров / Тодор Енев | 1–6, 6–2, 3–6, 6–2, 6–2 |
| ▲3–2; 10-12 липня 2009; Gödöllő Kiskastély, Геделле, Угорщина; плей-оф на вибуття зони Європа/Африка; ґрунт                               | | | | | | |
| Перемога | 4 | III | Парний розряд (з Аттілою Балажем) | Молдова | Раду Албот / Андрій Чумак | 6–3, 4–6, 4–6, 7–5, 6–4 |